# Ischilín (departement)
Ischilín is een departement in de Argentijnse provincie Córdoba. Het departement (Spaans: departamento) heeft een oppervlakte van 5.123 km² en telt 30.105 inwoners.

## Plaatsen in departement Ischilín
- Avellaneda
- Cañada de Río Pinto
- Chuña
- Copacabana
- Deán Funes
- Los Pozos
- Olivares de San Nicolás
- Quilino
- Villa Gutiérrez